# 紅血球生成刺激劑
紅血球生成刺激劑（英語：Erythropoiesis-Stimulating Agents，缩写：ESA）是以刺激骨髓从而達到紅血球生成为目的的藥物。其用於治療因末期腎病、化學治療、重大外科手術或某些愛滋病治療所導致的貧血。因為使用此種藥物，可將輸血的需求降低。不同的類似製劑或多或少具有相同的效果。此類藥物係透過靜脈注射或是皮下注射給藥。
使用後常見的副作用有關節痛、皮疹、嘔吐和頭痛。嚴重的副作用有心臟病發作、中風、癌症細胞生長加速或純紅血球再生不良症。目前尚不確定個體於懷孕期間使用是否對於胎兒安全。此類藥物與天然促紅血球生成素的作用相似。
這類藥物於1989年首次在美國獲准用於醫療用途，且已被納入世界衛生組織基本藥物標準清單之中。目前市售的製劑有促紅素α和達貝泊汀α以及前兩者的生物相似藥。國際奧林匹克委員會發起成立的獨立國際組織世界反運動禁藥機構禁止參與賽事運動員使用此類藥物。

## 醫療用途
红血球生成刺激剂的作用是將人體的血紅素維持在最低但仍能滿足身體需求的水平，既能減少輸血的頻率，又能降低與輸血相關的風險，同時改善患者的疲勞、虛弱等症狀而將生活品質提升。醫學專科組織不建議血紅素水平高於10克/分升（g/dL）且無貧血症狀的慢性腎臟病 (CKD) 患者使用此類藥物。對於早產兒，使用红血球生成刺激剂有助於減少對紅血球濃厚液輸注的需求。
考科藍合作組織麻醉評論小組（英語：Cochrane Anaesthesia Review Group）於2000年對使用促紅血球生成素加鐵，與對照組（使用安慰劑或鐵）在接受非心臟手術的術前貧血成人患者中的作用進行過評估，結果顯示前項患者需要輸血的可能性大幅降低，而在前項與後項需接受輸血的患者中，輸血量沒變化（平均差異-0.09，95%信心區間-0.23至0.05）。
沒證據顯示任一此類藥物在慢性腎臟病治療中會優於另一種。

### 不能發揮作用的情況
红血球生成刺激剂在以下一種或多種情況時可能無法發揮足夠的治療作用：
- 隱血性失血及/或缺鐵
- 維生素B12或葉酸缺乏
- 感染和發炎
- 透析不夠充分
- 副甲狀腺功能亢進
- 鋁中毒
- 患者不遵循用藥依從性（英语：Adherence (medicine)）
- 甲狀腺功能低下症
- 原發疾病活動性（活動程度很高或很活躍時，單靠刺激紅血球生成素可能無法有效改善患者的貧血狀況）
- 個體對移植器官產生排斥反應
- 罹患惡性腫瘤
- 純紅血球再生不良症

## 藥物類型

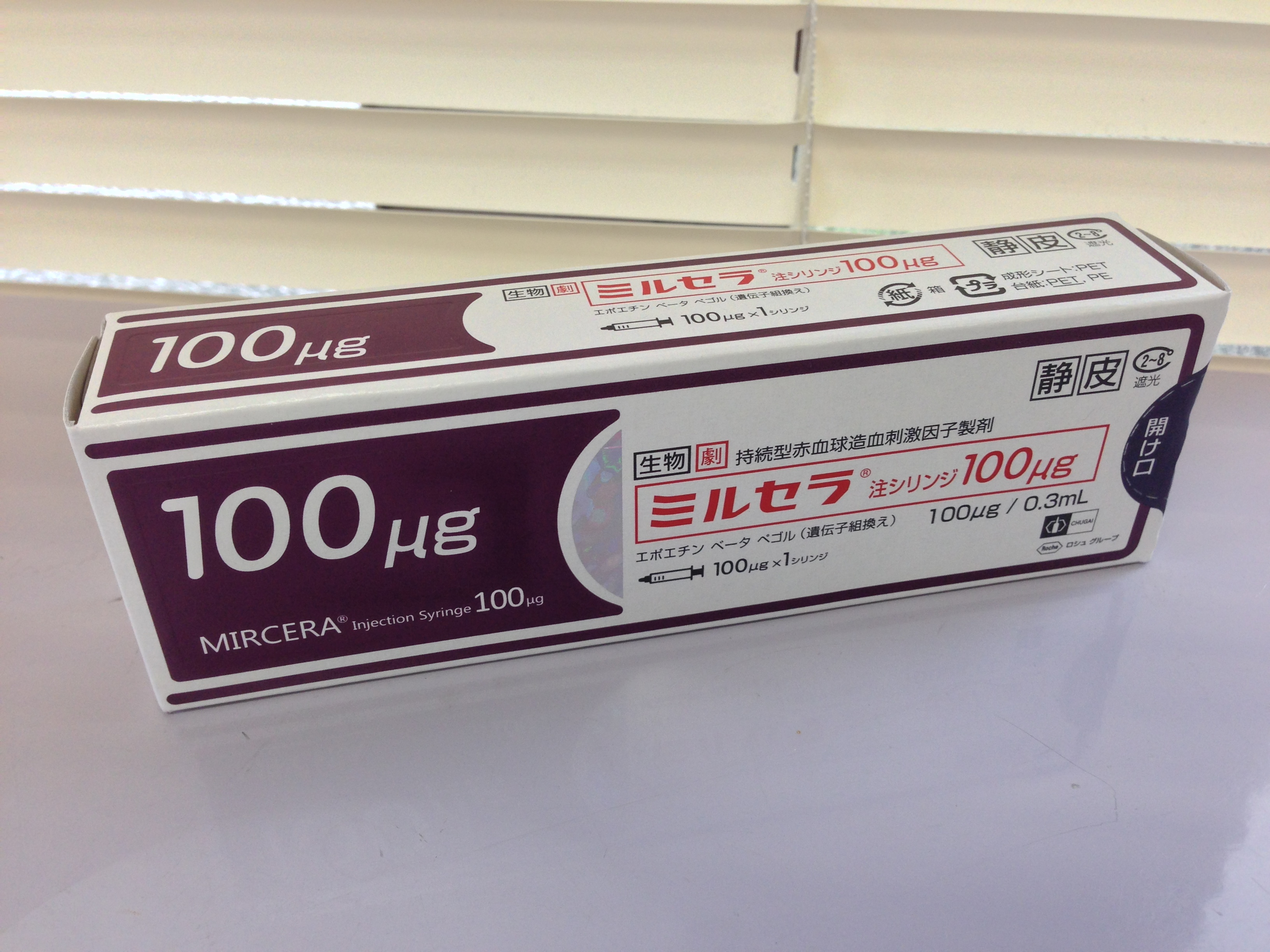
Mircera（美血樂針筒裝注射劑）

市面上可取得的红血球生成刺激剂如下列：
- 人工合成紅血球生成素 (Epo)
- 阿法依泊汀（Procrit、Epogen）
- 促紅素β（英语：Epoetin beta）（NeoRecormon）
- 促紅素Z（Silapo，Retacrit）
- 阿法達依泊汀
- 甲氧基聚乙二醇紅血球生成素β

### 可用配方
红血球生成刺激剂具有多種糖基化模式，可產生α、β、δ和omega形式：
| - 促紅素α: - 達貝泊汀α（Aranesp） - Darbecept （Celon labs） - Epocept （Lupin pharma） - Nanokine （Nanogen Pharmaceutical biotechnology, Vietnam） - Epofit （Intas pharma） - Epogen（安進製藥產品） - Epogin - Eprex（楊森製藥子公司Janssen-Cilag產品） - Binocrit（山德士製藥產品） - PDpoetin（伊朗pooyeshdarou biopharmaceutical company產品） - Procrit - Bioyetin（Probiomed產品 - Abseamed (德國Medice製藥產品） - 促紅素β: - NeoRecormon（羅氏製藥產品） - Recormon - 甲氧基聚乙二醇-表皮生成素β (Mircera) （羅氏製藥產品） - 促紅素D: - Dynepo（沙爾製藥產品紅血球生成刺激劑的商品名稱） | - 促紅素Omega: - Epomax - 促紅素Zeta (促紅素α的生物相似藥): - Silapo（德國史達德大藥廠產品） - Retacrit (輝瑞所屬赫士睿製藥產品） - 其他: - Epocept（印度盧平製藥產品） - EPOTrust（印度Panacea Biotec產品） - Erypro Safe（印度Biocon Ltd.產品） - Repoitin（印度印度血清研究所製藥產品） - Vintor（印度Emcure Pharmaceuticals產品） - Epofit（印度Intas Pharmaceuticals產品） - Erykine（印度Intas Biopharmaceuticals產品） - Wepox（印度Wockhardt製藥產品） - Espogen（LG化學所屬LG life sciences產品） - ReliPoietin（印度Reliance Life Sciences產品） - Shanpoietin（印度Shantha Biotechnics產品） - Zyrop（印度Cadila Healthcare產品） - EPIAO (rHuEPO)（中國瀋陽三生製藥有限責任公司（Shenyang Sunshine Pharmaceutical Co.. LTD.）產品） - Cinnapoietin（伊朗CinnaGen產品） |

在早期開發達貝泊汀α過程中製作的文獻，通常將其稱為新型紅血球生成刺激蛋白(NESP)，它是一種經由五個氨基酸位點（Asn-30、Thr-32、Val-87、Asn-88和Thr-90）的取代，創建兩個新的N-糖基化位點。這種糖蛋白具有較長的終末生物半衰期，表示可減少給藥頻率。

## 濫用
紅血球生成刺激劑在耐力賽事中有長期用作血液興奮劑的歷史，例如於賽馬、拳擊、自由車運動、划船 (運動)、長跑、競走、雪鞋健行比賽、越野滑雪、冬季兩項、綜合格鬥和三項全能。人體整體氧氣輸送系統（包括血氧濃度、心臟輸出量、血管分佈和肺功能）是肌肉耐力運動能力的主要限制因素之一。因此，運動員使用紅血球生成刺激劑的主要原因是為改善肌肉的氧氣輸送，而直接提高耐力。隨著這類刺激劑於1990年代出現，自體和同種血輸血兩種做法已有部分被注射這類藥物所取代，讓身體自然產生紅血球。红血球生成刺激剂會增加體內的紅血球容積比（紅血球量佔血容量的百分比）和總紅血球量，這在禁止此類做法的運動中違規使用可提供競爭優勢。除運動中該有的倫理考量之外，提供超出自然水平紅血球量會因黏度增加而減少血流，並升高血栓形成和中風的可能性。考量到使用红血球生成刺激剂的可能風險，其應用應侷限於醫療院所，以將貧血患者的血紅素水平恢復至正常範圍為重點。相較之下，為提升運動表現而超量使用這種藥物，將大幅增加用者死亡風險。
雖然红血球生成刺激剂被認為在1990年代在某些運動項目中曾受廣泛使用，但當時無法直接測試，直到2000年，有法國反運動禁藥機構的科學家開發一項測試，並得到世界反運動禁藥機構的認可。此法可區分運動員體內的天然激素和人為注射的红血球生成刺激剂。有此新方法，瑞士反運動禁藥實驗室才能首次揪出使用红血球生成刺激剂的運動員。這項檢測技術的突破，為打擊違規使用红血球生成刺激剂提供強而有力的檢測工具。
在2002年冬季奧林匹克運動會（鹽湖城冬奧）時，加州大學洛杉磯分校奧林匹克分析實驗室創始人兼時任主任丹·凱特林D博士報告稱，首次在測試樣本中發現有達貝泊汀α 。於2012年夏季奧林匹克運動會（2012倫敦奧運）時，曾在2008年夏季奧林匹克運動會（北京夏奧）得到50公里競走金牌的亞歷克斯·施瓦澤因红血球生成刺激剂檢測呈陽性而被取消資格。
美國體育當局自2002年起進行的红血球生成刺激剂檢測僅針對尿液一項。奧運會從2000年到2006年的红血球生成刺激剂檢測則同時針對血液和尿液進行。
研究發現，多種口服化合物能有效刺激內源性EPO的生成。這些化合物主要透過穩定缺氧誘導轉錄因子，進而活化EPO基因。其作用機制包括與酮戊二酸競爭結合以及簡單離子（如氯化鈷（II））的直接作用。
吸入氙/氧混合氣體可激活缺氧誘導轉錄因子HIF-1-alpha的生成，這導致促天然促紅素產量增加和體能增強。俄羅斯至少自2004年起即採用此法。

### 涉及自由車運動使用禁藥案例
據信於1990年左右起即有某些自由車參賽選手開始使用红血球生成刺激剂。理論上使用红血球生成刺激剂可顯著增加人體的最大攝氧量，讓其更適於參加如自由車的耐力賽事。義大利反運動禁藥倡導者桑德羅·多納蒂稱自由車運動中使用興奮劑的歷史可追溯到該國費拉拉大學的弗朗切斯科·康科尼博士。他在1980年代提出為運動員輸血的概念。多納蒂認為這項理論"打開通往使用红血球生成刺激剂的道路……因為血液興奮劑是一種試驗，可用來了解其作用"。
國際自由車總會（UCI）於1997年制定一項新規則，紅血球容積比測試超過50%的車手不僅立即被取消資格，且要禁賽兩週。前賽車手羅伯特·米勒（Robert Millar）後來在《自由車新聞（Cycling News)）》撰文稱50%的上限是"對參賽者使用運動禁藥以達到該水平的公開邀請" ，他指出在正常情況下，紅血球容積比水平開始會在"約40-42%"的水平，然後在比賽過程中下降。但使用红血球生成刺激剂後，容積比會維持在50%的水平好幾週。
一知名案例是一位從1999年到2005年連續七次獲得環法自由車賽冠軍的美國籍選手蘭斯·阿姆斯壯，由於被發現使用此類違禁藥物，雖然一些運動禁藥犯行發生在興奮劑犯罪的正常8年時效之外，但美國反運動禁藥機構認為阿姆斯壯涉及"欺詐性隱瞞"，美國法律長期先例認為訴訟時效不適於被告的詐欺行為。阿姆斯壯於2012年被取消自1998年8月之後的所有成績，且被判終身禁賽。

### Dynepo
Dynepo是英國沙爾製藥開發的一種红血球生成刺激剂的品牌名稱。
Dynepo由培養的人體細胞製成。因此預計它具有真正人類形式的唾液酸和其他寡糖殘跡。人們希望此產品比既有品牌能發揮更長久的作用。有人擔心像這類Dynepo製品將難以被當前尿液檢測技術測出。Dynepo於2009年2月17日基於商業原因而從歐洲市場撤出。比利時職業自由車隊Silence-Lotto於2009年7月1日宣佈，其隊員托馬斯·德克在2007年12月24日進行的一次測試中，檢測結果呈Dynepo陽性，當時德克為維斯瑪-Lease a Bike車隊的隊員。

## 外部連結
- 维基共享资源上的相關多媒體資源：紅血球生成刺激劑
- . Drug Information Portal. U.S. National Library of Medicine.   [2024-10-28]. （原始内容存档于2020-04-07）.
- . Drug Information Portal. U.S. National Library of Medicine.   [2024-10-28]. （原始内容存档于2020-04-07）.
- . Drug Information Portal. U.S. National Library of Medicine.   [2024-10-28]. （原始内容存档于2020-04-07）.
- . Drug Information Portal. U.S. National Library of Medicine.   [2024-10-28]. （原始内容存档于2020-04-07）.
- . Drug Information Portal. U.S. National Library of Medicine.   [2024-10-28]. （原始内容存档于2020-04-07）.